# Fredrik Ahlgren
Karl Fredrik Ahlgren, född 14 november 1858 i Visby stadsförsamling i Gotlands län, död 28 januari 1907 i Gävle församling i Gävleborgs län, var en svensk företagsledare och grundare av konfektyrföretaget Ahlgrens.
Fredrik Ahlgren var son till snickaren Per Fredrik Ahlgren och Anna Maria Sofia Reusser. Han grundade 1885 firma F. Ahlgren i Gävle, vilken utgjorde grunden för F. Ahlgrens Tekniska Fabrik som skulle bli känt för godis som Läkerol, Ako och Ahlgrens bilar. Brodern Adolf Ahlgren anslöt sig till företaget 1886 och övertog verksamheten vid Fredrik Ahlgrens död. Företaget blev kvar inom familjen i hundra år fram till 1985.
Ahlgren var från 1889 till sin död gift med Sigrid Agnes Hammarström (1865–1938). Makarna är begravda på Gamla kyrkogården i Gävle.